# How's Your Process? (Play)
How's Your Process? (Play) è il secondo disco del secondo album in studio del gruppo rock sperimentale statunitense Dot Hacker pubblicato nell'ottobre 2014.

## Tracce
1. Slideclimb – 5:17
2. Somersault – 5:00
3. Memory – 6:02
4. Mission Creep – 5:31
5. Rest Assure – 4:17
6. Anger – 5:27

## Formazione
- Josh Klinghoffer - voce, chitarra, tastiere, sintetizzatore
- Clint Walsh - cori, chitarra, tastiere, sintetizzatore
- Jonathan Hischke - basso
- Eric Gardner - batteria, percussioni